# Grzegorz Panfil
Grzegorz Panfil (ur. 1 stycznia 1988 w Zabrzu) – polski tenisista, finalista Puchar Hopmana 2014, medalista mistrzostw Polski.

## Kariera tenisowa
Wieloletni zawodnik Górnika Bytom. W styczniu 2006 w parze z Błażejem Koniuszem wygrał konkurencję debla juniorów w wielkoszlemowym Australian Open. Była to pierwsza wygrana polskiej pary deblowej w juniorskim Wielkim Szlemie – w 1995 na Wimbledonie triumfowała Aleksandra Olsza, ale w parze z Carą Black z Zimbabwe.
Od 2005 występuje w imprezach seniorskich rangi Futures i ATP Challenger Tour.
W sierpniu 2006 roku zadebiutował w turnieju z cyklu ATP World Tour (Orange Prokom Open). W singlu odpadł w 1. rundzie z Raemonem Sluiterem, natomiast w deblu, w parze z Michałem Przysiężnym, osiągnął półfinał.
W 2008 po wygranych meczach kwalifikacji doszedł do ćwierćfinału challengera w Poznaniu, pokonując w 2. rundzie Martína Vassallo Argüello.
W 2014 roku wraz z Agnieszką Radwańską dotarł do finału Pucharu Hopmana, w którym ulegli parze francuskiej Alizé Cornet–Jo-Wilfried Tsonga 1:2.
Od 2017 roku reprezentuje UKS Beskidy Ustroń.